# Tiina Mikkola
Tiina Mikkola (* 28. März 1972 in Kotka) ist eine frühere finnische Biathletin.
Tiina Mikkola lebt in Kotka und begann 1980 mit dem Biathlonsport. Ihr Debüt im Biathlon-Weltcup gab sie zum Auftakt der Saison 1996/97 in Lillehammer, wo sie 74. eines Sprints wurde. Höhepunkt der Saison wurden die Biathlon-Weltmeisterschaften 1997 in Osrblie. Die Finnin wurde 27. des Sprints, 34. der Verfolgung, mit Katja Holanti, Mari Lampinen und Annukka Mallat Zehnte im Staffelrennen und mit Holanti, Lampinen und Sanna-Leena Perunka Sechste im Mannschaftsrennen. In Antholz konnte sie in der folgenden Saison bei einem Einzel als 20. erstmals Punkte gewinnen. Es war zugleich Mikkolas bestes Resultat im Weltcup. Bei den Biathlon-Weltmeisterschaften 1998 in Pokljuka wurde sie 40. der Verfolgung und gewann mit Katja Holanti, Mari Lampinen und Sanna-Leena Perunka im Mannschaftsrennen hinter den Russinnen und den Norwegerinnen die Bronzemedaille. Bei den Finnischen Meisterschaften 1998 wurde Mikkola in Einzel, Sprint, Verfolgung und mit der Staffel Vizemeisterin, mit der Mannschaft holte sie die Bronzemedaille. Die letzten Rennen im Weltcup bestritt die Finnin auf den ersten Stationen des Weltcups 1998/99.

## Biathlon-Weltcup-Platzierungen
Die Tabelle zeigt alle Platzierungen (je nach Austragungsjahr einschließlich Olympische Spiele und Weltmeisterschaften).
- 1.–3. Platz: Anzahl der Podiumsplatzierungen
- Top 10: Anzahl der Platzierungen unter den ersten zehn (einschließlich Podium)
- Punkteränge: Anzahl der Platzierungen innerhalb der Punkteränge (einschließlich Podium und Top 10)
- Starts: Anzahl gelaufener Rennen in der jeweiligen Disziplin
- Staffel: inklusive Mixed-Staffel

| Platzierung                                              | Einzel | Sprint | Verfolgung | Massenstart | Team | Staffel | Gesamt |
| -------------------------------------------------------- | ------ | ------ | ---------- | ----------- | ---- | ------- | ------ |
| 1. Platz                                                 |        |        |            |             |      |         |        |
| 2. Platz                                                 |        |        |            |             |      |         |        |
| 3. Platz                                                 |        |        |            |             |      | 1       | 1      |
| Top 10                                                   |        |        |            |             | 1    | 2       | 3      |
| Punkteränge                                              | 2      |        |            |             | 1    | 2       | 5      |
| Starts                                                   | 8      | 12     | 4          |             | 1    | 2       | 27     |
| Stand: Karriereende, Daten möglicherweise nicht komplett |        |        |            |             |      |         |        |